# Cultura de l'Iran
La cultura de l'Iran s'ha manifestat sota diverses facetes en el curs de la història de l'Iran, així com en bona part de l'Àsia central. Els elements principals de la cultura iraniana són la llengua persa i la mitologia iraniana, derivada del zoroastrisme i del mitraisme, l'Islam principalment xiïta, així com tot l'art, la poesia i la literatura persa, kurda i àzeri.
Els iranians no sols van estar oberts a altres cultures, sinó que adaptaren lliurement tot el que van trobar-ne útil. Així, l'elasticitat cultural eclèctica és una de les característiques fonamentals que defineixen l'esperit persa i una clau de la seua longevitat històrica.
Aquest article usa els termes "persa" i "iranià" de manera intercanviable, algunes vegades referint-se a l'idioma i als seus parlants; i altres, al nom de l'Iran abans del segle xx, un nom que sobreviu per als exploradors occidentals i orientalistes; tots dos, però, no són el mateix i l'article se centra en les cultures del poble que habita el Gran Iran.

## Antecedents
Elam fou la primera ciutat que tingué un govern propi al 2800 ae, i al 625 ae els medes construïren un imperi (aquemènida) que donà lloc a dos imperis: el part i el sassànida. Però l'esplendor de l'imperi persa ve marcada per la figura de Darios I (522- 406).
L'Iran és una societat multiètnica en la qual conviuen alguns grups minoritaris que mantenen els seus costums i llengües, com ara turcs, kurds, balutxis, àrabs, turcmans, xinesos, tailandesos i africans.
Després del canvi de govern de 1979, el sistema docent i la vida cultural de l'Iran es van veure profundament alterats i s'adequaren als preceptes islàmics xiïtes. L'anterior aproximació a models culturals i educatius occidentals es va interrompre.

## Els elements culturals

### El calendari iranià
L'any persa (any solar) té 12 mesos, els primers 6 en són de 31 dies, els següents 5 en tenen 30, i l'últim 29 o 30, segons siga o no any de traspàs. Cada mes correspon a un signe del zodíac. El nombre de dies en cada mes (encara que no siga en l'ordre dels mesos) és, per tant, igual que al calendari civil occidental.
Els països d'Occident utilitzen el calendari solar, almenys per als assumptes d'ordre civil.
Els egipcis van optar pel calendari solar, de 365 dies i un quart, i són per això els precursors directes del calendari modern.
Les festes del Nowruz, any nou iranià, és una de les festes més antigues del món, en què es realitzen una sèrie de ritus que marquen el començament del nou any.
El Nowruz sempre comença el primer dia de primavera, el 21 de març.
El Nowruz es va originar a la zona geogràfica denominada la Gran Pèrsia (actual Iran, Afganistan occidental, Tadjikistan i l'Uzbekistan). Diferents cultures (llengua, menjars, mística, oci...) s'han desenvolupat entre els molts grups ètnics que vivien en aquesta àrea que es coneixia com a Pèrsia.

### La llengua persa
La llengua de l'Iran és el persa (en persa: فارسی (fârsí), encara que podem trobar comunitats persaparlants a l'Afganistan, el Tadjikistan, l'Uzbekistan, l'Azerbaidjan, Rússia, l'Iraq, Oman, els Emirats Àrabs i el Pakistan, sense comptar amb els centenars de milers que n'hi ha en la diàspora. Té més de 100 milions de parlants nadius. Pertany a la família de les llengües indoeuropees. És una llengua SOV, de tipus subjecte objecte verb.
La literatura iraniana contemporània està influenciada per la poesia clàssica persa, però també reflecteix les particularitats de l'Iran modern, amb escriptors tals com Houshang Moradi-Kermani, l'autor iranià modern més traduït, i el poeta Ahmad Shamlou.

### Religió
La religió oficial de l'Iran és l'Islam i l'escola Ja'farî o duodecimana –seguidora dels dotze Imams Immaculats–; i les altres religions islàmiques són l'Hanafî, Shafî'î, Mâlikî, Hanbalî i Zaîdî. El 89% de l'Iran són xiïtes, la religió oficial de l'estat, i un 9% sunnites. Entre les religions minoritàries destaquen la fe bahá'í, el zoroastrisme, el judaisme i el cristianisme.

### Art
El Gran Iran, que correspon amb els actuals territoris de l'Iran, l'Afganistan, el Tadjikistan, l'Azerbaidjan, l'Uzbekistan, el Balutxistan, les Àrees tribals del Pakistan i les regions adjacents, és el bressol d'un dels patrimonis artístics més rics del món, que comprèn diversos àmbits com l'arquitectura, la pintura, els teixits, la ceràmica, la cal·ligrafia, la metal·lúrgia i la maçoneria.
El patrimoni artístic de l'Iran té un gran valor històric, arqueològic i arquitectònic, ja que es remunta a milers d'anys enrere. De la seua importància dona idea el fet que els vestigis més antics trobats, restes d'atuells de ceràmica, daten de fa gairebé 5.000 anys i pertangueren a una civilització relacionada amb Mesopotàmia, on els estudiosos afirmen que va nàixer la civilització.
L'art iranià ha passat per nombroses fases. La seua estètica abasta des dels relleus aquemènides de Persèpolis fins a les pintures i els mosaics de Bishapur. L'era islàmica hi dugué canvis dramàtics en l'estil i la pràctica de les arts, encara que cada dinastia va tenir-ne el seu enfocament. L'era qajar fou la darrera etapa de l'art clàssic persa.

#### Catifes
El nom de l'Iran s'associa a molts productes i objectes. Al caviar, al safrà, al festuc; però la catifa potser siga el símbol per excel·lència de l'art iranià.

#### Música tradicional de l'Iran
La música iraniana és una de més antigues del món l'existència de la qual es remunta abans de la història, entre les tribus àries. Aquestes crearen ritmes presos del so de la natura que posteriorment es va incorporar a les cerimònies reials, religioses, a les festes i als camps de guerra.
El repertori clàssic de la música persa, perpetuat per la tradició oral, consta d'un corpus de peces conegudes com a Radif. Aquestes peces s'organitzen en 12 col·leccions, de les quals set són estructures modals bàsiques, similars als maqamat de la música àrab i conegudes com a dastgahs ('sistemes'), els noms dels quals són Shur, Homayun, Segah, Chahargah, Mahur, Rast-Panjgah i Nava. N'hi ha altres cinc de secundaris, quatre dels quals (Abuata, Dashti, Bayati Tork i Afshari) són derivats del dastgah Shur; mentre que el cinqué, Bayati Isfahan, és un sub-dastgah d'Homayun.

### Cinema
Amb 300 premis internacionals en els últims 25 anys, les pel·lícules iranianes continuen sent celebrades en tot el món. Potser el director de cinema més conegut en siga Abbas Kiarostami.